# Rituális fürdés
A rituális fürdés a testi-lelki  megtisztulás olyan folyamata, amit bizonyos események előtt vagy időszakokban több vallás is részletes előírásokkal szabályoz. Ez egyes vallásokban, illetve azok egyes irányzataiban csak bizonyos (típusú) helyeken végezhető. A rituális fürdés helyszínéül emelt épület a rituális fürdő.
A megmerítkezés a zsidó vallásból átvett keresztény szimbolikában is az újjászületés jelképe; Keresztelő szent János a Jordán folyó vizében merítette alá a népet, és ennek folytatása az újszülöttek megkeresztelésének szokása.

## Rituális fürdés és fürdő az izraelita vallásban

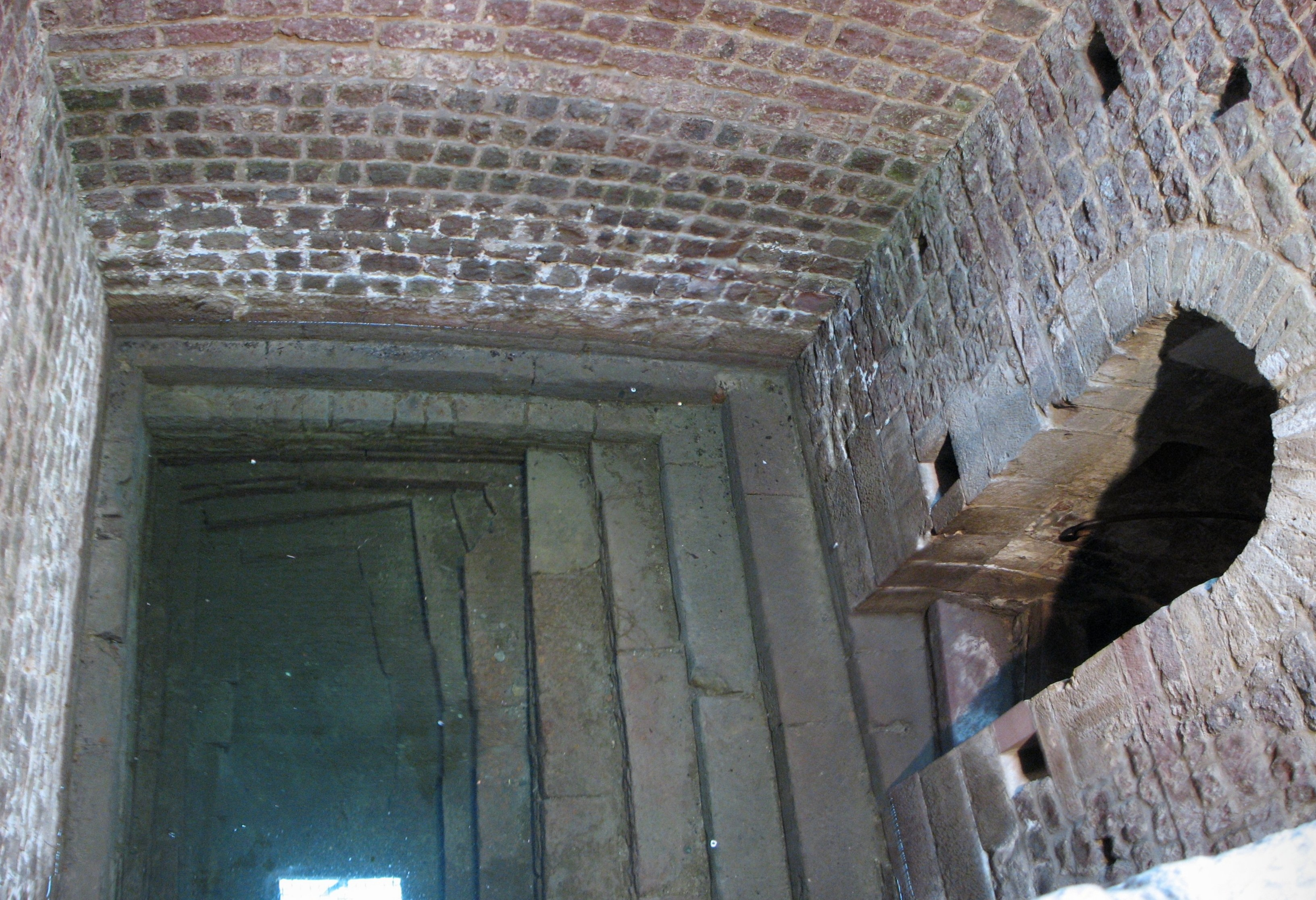
Egy 1128-ból fennmaradt mikve a németországi Speyerben

A rituális fürdés a Talmudban részletesen szabályozott, a nők tisztulására szolgáló fürdő: a havi ciklust befejező asszonyoknak a fürdőben kell teljesen alámerülniük, hogy ismét a házaséletre tisztává váljanak. Használatát előírják még:
- a gyermekágyból felépülők;
- a menyasszonyok és
- a zsidó hitre áttérők számára is.

A Tóra a tisztátlanodás különféle eseteire eredetileg nemcsak nők, hanem férfiak számára is előírta a tisztulást, de ezek a vallásgyakorlatban azok közé a szentföldi vonatkozású törvények közé tartoztak, amelyek a diaszpórában érvényüket vesztették. A rituális fürdőzés azonban mégis mind nagyobb jelentőséget kapott a zsidó hagyományban, úgyhogy a rendszeres tisztálkodást a férfiak is vallásos cselekedetnek tartják. A haszidok valóságos kultusszá emelték a fürdőzést: minden reggel megfürödnek imádkozás előtt, és ehhez sokan a zárt fürdő helyett a szabadban fürdést választják még télen is – ilyenkor meglékelik a folyó jegét, és megmerülnek a hideg vízben.
A rituális fürdés a Tóra-írásnál is fontos: a Tóra-író (szőfer) megfürdik, mielőtt hozzáfogna a Tóra másolásához.
A rituális fürdő a háztartásokban is nélkülözhetetlen, mert az új edény csak akkor vehető használatba, ha előbb megmerítik a fürdőben.
Fenti okoknál fogva a rituális fürdő (mikve) a hitélet egyik legfontosabb tartozéka, és ezért minden hitközséget már a kodifikált törvények köteleztek fenntartására.

## Külső hivatkozások
- Magyar zsidó lexikon. Szerk. Ujvári Péter. Budapest: Magyar Zsidó Lexikon. 1929.  Online elérés
- Rituális fürdő nyílt a VII. kerületben
- A Pallas nagy lexikona [Tiltott forrás?]